# 니콜라이 다비덴코
니콜라이 블라디미로비치 다비덴코(Nikolay Vladimirovich Davydenko, 러시아어: Николай Владимирович Давыденко, 1981년 6월 2일 ~ )는 우크라이나계 러시아인 프로 테니스 선수이다. 통산 19개의 ATP 단식 타이틀을 획득했다. 그랜드 슬램에서는 프랑스 오픈과 US 오픈에서 각각 두 번씩 준결승에 진출했다. 마스터스 컵 대회에서는 2008년 준우승 및 2009년 우승 기록이 있다.

## 통산 결승 성적

### 단식: 24 (19승 5패)
우승 (19)
| 대회 종류 (2009년 전/후)                                  |
| 그랜드 슬램 대회 (0)                                      |
| 마스터스 컵 / ATP 월드 투어 파이널 (1)                    |
| ATP 마스터스 시리즈 / ATP 월드 투어 마스터스 1000 (3)     |
| ATP 인터내셔널 시리즈 골드 / ATP 월드 투어 500 시리즈 (1) |
| ATP 인터내셔널 시리즈 / ATP 월드 투어 250 시리즈 (14)     |

| 코트 종류별 타이틀 |
| 하드 (7)           |
| 클레이 (9)         |
| 잔디 (0)           |
| 카펫 (3)           |

| No. | 일시             | 대회                          | 개최지                     | 코트     | 결승 상대             | 스코어           |
| 1.  | 2003년 1월 5일   | 애들레이드 인터내셔널         | 애들레이드, 오스트레일리아 | 하드     | 크리스토프 블리겐     | 6–2, 7–6(3)      |
| 2.  | 2003년 4월 13일  | 에스토릴 오픈                 | 포르투갈                   | 클레이   | 아구스틴 칼레리       | 6–4, 6–3         |
| 3.  | 2004년 5월 2일   | BMW 오픈                      | 뮌헨, 독일                 | 클레이   | 마르틴 베르케르크     | 6–4, 7–5         |
| 4.  | 2004년 10월 17일 | 크레믈린 컵                   | 모스크바, 러시아           | 카펫 (i) | 그렉 루세드스키       | 3–6, 6–3, 7–5    |
| 5.  | 2005년 5월 21일  | 하이포 그룹 테니스 인터내셔널 | 세인트 푈텐, 오스트리아    | 클레이   | 위르겐 멜처           | 6–3, 2–6, 6–4    |
| 6.  | 2006년 5월 27일  | 하이포 그룹 테니스 인터내셔널 | Pörtschach, 오스트리아     | 클레이   | 안드레이 파벨         | 6–0, 6–3         |
| 7.  | 2006년 8월 6일   | 오렌지 프로콤 오픈            | 소포트, 폴란드             | 클레이   | 플로리안 마이어       | 7–6(6), 5–7, 6–4 |
| 8.  | 2006년 8월 26일  | 파일럿 펜 테니스              | 뉴 헤븐, 미국              | 하드     | 아구스틴 칼레리       | 6–4, 6–3         |
| 9.  | 2006년 10월 15일 | 크레믈린 컵                   | 모스코바, 러시아           | 카펫 (i) | 마라트 사핀           | 6–4, 5–7, 6–4    |
| 10. | 2006년 11월 5일  | 파리 마스터스                 | 파리, 프랑스               | 카펫 (i) | 도미니크 흐르바티     | 6–1, 6–2, 6–2    |
| 11. | 2007년 10월 14일 | 크레믈린 컵                   | 모스코바, 러시아           | 카펫 (i) | 폴 앙리 매튜          | 7–5, 7–6(9)      |
| 12. | 2008년 4월 6일   | 마이애미 마스터스             | 마이애미, 미국             | 하드     | 라파엘 나달           | 6–4, 6–2         |
| 13. | 2008년 5월 24일  | 하이포 그룹 테니스 인터내셔널 | Pörtschach, 오스트리아     | 클레이   | 후안 모나코           | 6–2, 2–6, 6–2    |
| 14. | 2008년 6월 9일   | 오렌지 바르샤바 오픈          | 바르샤바, 폴란드           | 클레이   | 토미 로브레도         | 6–3, 6–3         |
| 15. | 2009년 7월 26일  | 독일 오픈                     | 함부르크, 독일             | 클레이   | 폴 앙리 매튜          | 6–4, 6–2         |
| 16. | 2009년 8월 2일   | 크로아티아 오픈               | 우마그, 크로아티아         | 클레이   | 후안 카를로스 페레로  | 6–3, 6–0         |
| 17. | 2009년 10월 3일  | 말레이시아 오픈               | 쿠알라룸푸르, 말레이시아   | 하드 (i) | 페르난도 베르다스코   | 6–4, 7–5         |
| 18. | 2009년 10월 18일 | 마스터스 컵                   | 상하이, 중국               | 하드     | 라파엘 나달           | 7–6(3), 6–3      |
| 19. | 2009년 11월 29일 | 마스터스 컵                   | 런던, 영국                 | 하드 (i) | 후안 마르틴 델 포트로 | 6–3, 6–4         |

준우승 (5)
| 대회 종류 (2009년 전/후)                                  |
| 마스터스 컵 / ATP 월드 투어 파이널 (1)                    |
| ATP 마스터스 시리즈 / ATP 월드 투어 마스터스 1000 (0)     |
| ATP 인터내셔널 시리즈 골드 / ATP 월드 투어 500 시리즈 (0) |
| ATP 인터내셔널 시리즈 / ATP 월드 투어 250 시리즈 (4)      |

| No. | 일시             | 대회                          | 개최지                  | 코트   | 결승 상대       | 스코어            |
| 1.  | 2003년 5월 26일  | 하이포 그룹 테니스 인터내셔널 | 세인트 푈텐, 오스트리아 | 클레이 | 앤디 로딕       | 6–3, 6–2          |
| 2.  | 2006년 5월 8일   | 에스토릴 오픈                 | 에스토릴, 포르투갈      | 클레이 | 다비드 날반디안 | 6–3, 6–4          |
| 3.  | 2006년 7월 17일  | 스웨덴 오픈                   | 바스타드, 스웨덴        | 클레이 | 토미 로브레도   | 6–2, 6–1          |
| 4.  | 2008년 4월 20일  | 에스토릴 오픈                 | 에스토릴, 포르투갈      | 클레이 | 로저 페더러     | 7–6(5), 1–2, 기권 |
| 5.  | 2008년 11월 16일 | 마스터스 컵                   | 상하이, 중국            | 하드   | 노박 조코비치   | 6–1, 7–5          |

### 복식: 3 (1승 2패)
우승 (1)
| 대회 종류 (2009년 전/후)                             |
| ATP 인터내셔널 시리즈 / ATP 월드 투어 250 시리즈 (1) |

| No. | 일시             | 대회        | 개최지           | 코트     | 파트너            | 결승 상대                       | 스코어        |
| 1.  | 2004년 10월 17일 | 크레믈린 컵 | 모스코바, 러시아 | 카펫 (I) | 이고르 안드레예프 | 마헤시 부파티 요나스 비요르크만 | 3–6, 6–3, 6–4 |

준우승 (2)
| 대회 종류 (2009년 전/후)                            |
| ATP 인터내셔널 시리즈 / ATP 월드투어 250 시리즈 (2) |

| No. | 일시             | 대회                 | 개최지           | 코트     | 파트너            | 결승 상대                                   | 스코어         |
| 1.  | 2005년 10월 17일 | 크레믈린 컵          | 모스코바, 러시아 | 카펫 (i) | 이고르 안드레예프 | 막스 미르니 미하일 유즈니                   | 1–6, 1–6       |
| 2.  | 2008년 6월 9일   | 오렌지 바르샤바 오픈 | 바르샤바, 폴란드 | 클레이   | 유리 슈킨         | 마리우시 피르스텐베르크 마르친 마트코프스키 | 0–6, 6–3, 4-10 |

## 단체전 타이틀
- 2006 데이비스 컵 우승 (러시아)

### 대회 성적 연대표
| 대회                             | 1999   | 2000   | 2001   | 2002  | 2003   | 2004   | 2005             | 2006             | 2007             | 2008             | 2009  | 통산 SR | 통산 승-패 |
| -------------------------------- | ------ | ------ | ------ | ----- | ------ | ------ | ---------------- | ---------------- | ---------------- | ---------------- | ----- | ------- | ---------- |
| 호주 오픈                        | A      | A      | 2R     | 1R    | 1R     | 2R     | QF               | QF               | QF               | 4R               | A     | 0 / 8   | 17–8       |
| 프랑스 오픈                      | A      | A      | 2R     | 2R    | 2R     | 1R     | SF               | QF               | SF               | 3R               | QF    | 0 / 9   | 23–8       |
| 윔블던                           | A      | A      | A      | 1R    | 1R     | 1R     | 2R               | 1R               | 4R               | 1R               | 3R    | 0 / 8   | 6–8        |
| US 오픈                          | A      | A      | 1R     | 2R    | 2R     | 3R     | 2R               | SF               | SF               | 4R               | 4R    | 0 / 9   | 21–9       |
| 연말 챔피언십                    |        |        |        |       |        |        |                  |                  |                  |                  |       |         |            |
| ATP 월드 투어 파이널             | A      | A      | A      | A     | A      | A      | SF               | RR               | RR               | F                | W     | 1 / 5   | 12–7       |
| ATP 마스터스 시리즈 1000         |        |        |        |       |        |        |                  |                  |                  |                  |       |         |            |
| 인디언 웰즈 마스터스             | A      | A      | A      | LQ    | A      | 1R     | 2R               | 3R               | 4R               | 3R               | A     | 0 / 5   | 4–5        |
| 마이애미 마스터스                | A      | A      | A      | 2R    | 1R     | 2R     | 2R               | 4R               | 3R               | W                | A     | 1 / 6   | 11–6       |
| 몬테 카를로 마스터스             | A      | A      | LQ     | LQ    | 1R     | QF     | 3R               | 1R               | 2R               | SF               | QF    | 0 / 7   | 10–7       |
| 로마 마스터스                    | A      | A      | LQ     | 1R    | 2R     | 3R     | 1R               | 3R               | SF               | 3R               | 2R    | 0 / 8   | 9–7        |
| 마드리드 마스터스 (슈투트가르트) | A      | A      | LQ     | A     | 1R     | A      | 3R               | 2R               | A                | 2R               | 3R    | 0 / 5   | 1–4        |
| 캐나다 마스터스                  | A      | A      | A      | A     | 2R     | A      | 3R               | 1R               | QF               | 3R               | QF    | 0 / 6   | 8–6        |
| 신시내티 마스터스                | A      | A      | A      | A     | 1R     | A      | QF               | 1R               | SF               | 2R               | 3R    | 0 / 6   | 7–6        |
| 상하이 마스터스                  | 미개최 | 미개최 | 미개최 | NMS   | 미개최 | 미개최 | 비 마스터스 대회 | 비 마스터스 대회 | 비 마스터스 대회 | 비 마스터스 대회 | W     | 1 / 1   | 5–0        |
| 파리 마스터스                    | A      | A      | A      | A     | 1R     | 2R     | QF               | W                | 3R               | SF               | 3R    | 1 / 7   | 12–6       |
| 함부르크 마스터스                | A      | A      | A      | LQ    | 2R     | 1R     | SF               | QF               | 3R               | 3R               | NMS   | 0 / 6   | 10–6       |
| 출전 대회                        | 0      | 1      | 15     | 24    | 33     | 32     | 31               | 34               | 31               | 24               | 23    | N/A     | 248        |
| 결승 진출                        | 0      | 0      | 0      | 0     | 3      | 2      | 1                | 7                | 1                | 5                | 5     | N/A     | 24         |
| ATP 대회 우승                    | 0      | 0      | 0      | 0     | 2      | 2      | 1                | 5                | 1                | 3                | 5     | N/A     | 19         |
| 총 승-패                         | 0-0    | 3-1    | 6-15   | 12-24 | 30-33  | 33-29  | 56-30            | 69-29            | 53-31            | 56-21            | 57-17 | N/A     | 375-230    |
| 승률                             | 0%     | 75%    | 29%    | 46%   | 48%    | 53%    | 65%              | 69%              | 63%              | 73%              | 77%   | N/A     | 62%        |
| 연말 랭킹                        | 653    | 133    | 79     | 81    | 44     | 28     | 5                | 3                | 4                | 5                | 6     | N/A     | N/A        |

* W / F / SF / QF = 우승 / 준우승 / 4강 / 8강
* A = 대회 불참 (Absent)
* SR = 참가 대회 수 대비 우승 비율 (Singles winning Ratio)
* NMS = 비 마스터스 대회 (Not Masters Series)